# تومانوفسکی
تومانوفسکی (به لاتین: Tumanovsky) یک منطقهٔ مسکونی در روسیه است که در سرزمین آلتای واقع شده‌است.